# NGC 2403
NGC 2403 es una galaxia espiral intermedia que se encuentra a solo ocho millones de años luz de distancia en dirección a la constelación de Camelopardalis. Su extensión es de 75.000 años luz y su magnitud aparente 8,9. Se puede ver fácilmente con binoculares de 10 x 50 y fue descubierta por William Herschel en 1788.
En NGC 2403 se pueden observar varias aglomeraciones debido al gran número de regiones H II de formación estelar en sus brazos espirales, seis de ellas muy grandes (hasta 2000 años luz de tamaño) y luminosas, con propiedades similares a las de 30 Doradus en la Gran Nube de Magallanes o NGC 604 en M33. Su brazo norte conecta con la nube estelar NGC 2404. Forma parte del Grupo M81 y de la Nube de Galaxias Coma-Sculptor. De hecho, es una de las galaxias espirales más próximas a la Vía Láctea aparte de las del Grupo Local. Su morfología y características son similares a las de la Galaxia del Triángulo, y es también la primera galaxia fuera del Grupo Local en la que se descubrieron estrellas variables del tipo cefeida.
Sobre la base de estudios realizados de las fuentes de rayos X existentes en esta galaxia, se ha sugerido que ha podido haber experimentado recientemente un brote estelar. Esto se contradice, sin embargo, con otros estudios que muestran que la tasa de formación estelar de NGC 2403 es 100 veces menor que la de la M83 y 40 veces menor que la de la M51, así cómo por la presencia en ella de las grandes regiones de formación estelar mencionadas.
Se han observado dos supernovas en la galaxia: SN 1954J y SN 2003dj.